# III symfonia Es-dur Dvořáka
III Symfonia Es-dur Op.10, BK41 – symfonia skomponowana przez Antonína Dvořáka w 1873 roku.

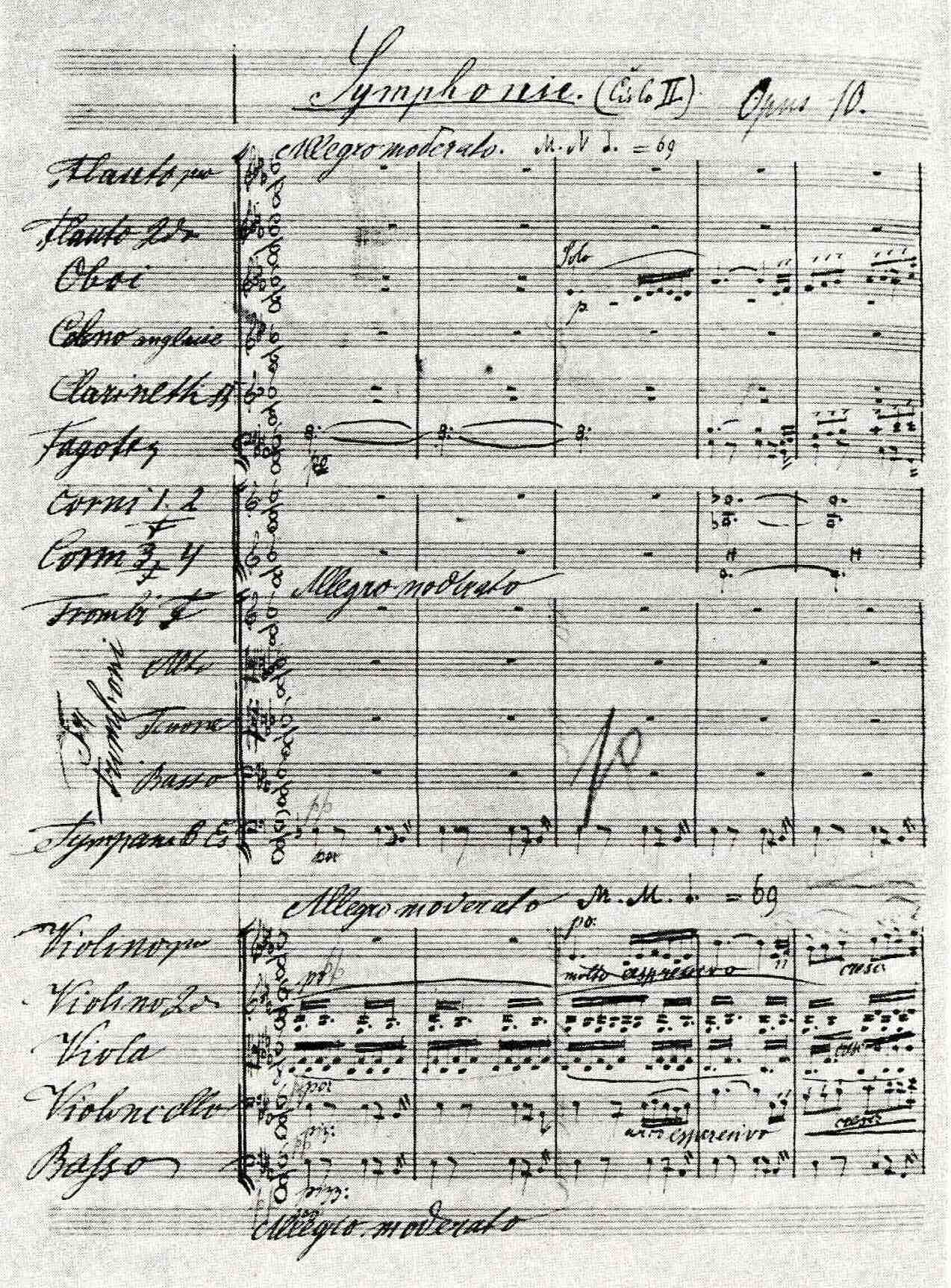
Pierwsza strona autografu partytury III Symfonii Es-dur Dvořáka

## Historia
Rok 1873 jest dla Dvořáka szczególnie ważny. W marcu tego roku ma miejsce wykonanie, napisanego w 1872 roku, hymnu Spadkobiercy Białej Góry, Op.30, które stało się pierwszym sukcesem kompozytora. Po tym wydarzeniu Dvořák zrewidował (częściowo zniszczył) swój dotychczasowy dorobek kompozytorski i wprowadził nową numerację opusową. 17 listopada 1873 roku Dvořák wziął ślub z Anną Čermákovą.
Wykonanie III Symfonii Es-dur odbyło się 30 marca 1874 roku w Pradze pod dyr. Bedřicha Smetany. W tym samym czasie Dvořák przyjmuje posadę organisty w kościele św. Wojciecha w Pradze. Dvořák otrzymał w 1874 roku przyznawane przez austriackie Ministerstwo Kultury i Oświaty państwowe stypendium artystyczne jako muzyk otrzymując całą kwotę przeznaczoną również dla sztuk plastycznych i dla literatury. Do podania były załączone III Symfonia Es-dur i IV Symfonia d-moll.

## Części utworu
I Allegro moderato
II Adagio molto. Tempo di Marcia
III Finale: Allegro vivace
Z wyjątkiem III Symfonii, symfonie Dvořáka mają układ czteroczęściowy. Niewykluczone jednak, że III Symfonia była planowana jako czteroczęściowa. III Symfonia Es-dur, Op.10 jest bez wątpienia najwybitniejszym z powstałych wówczas dzieł kompozytora.